# 野迫川村立野迫川中学校

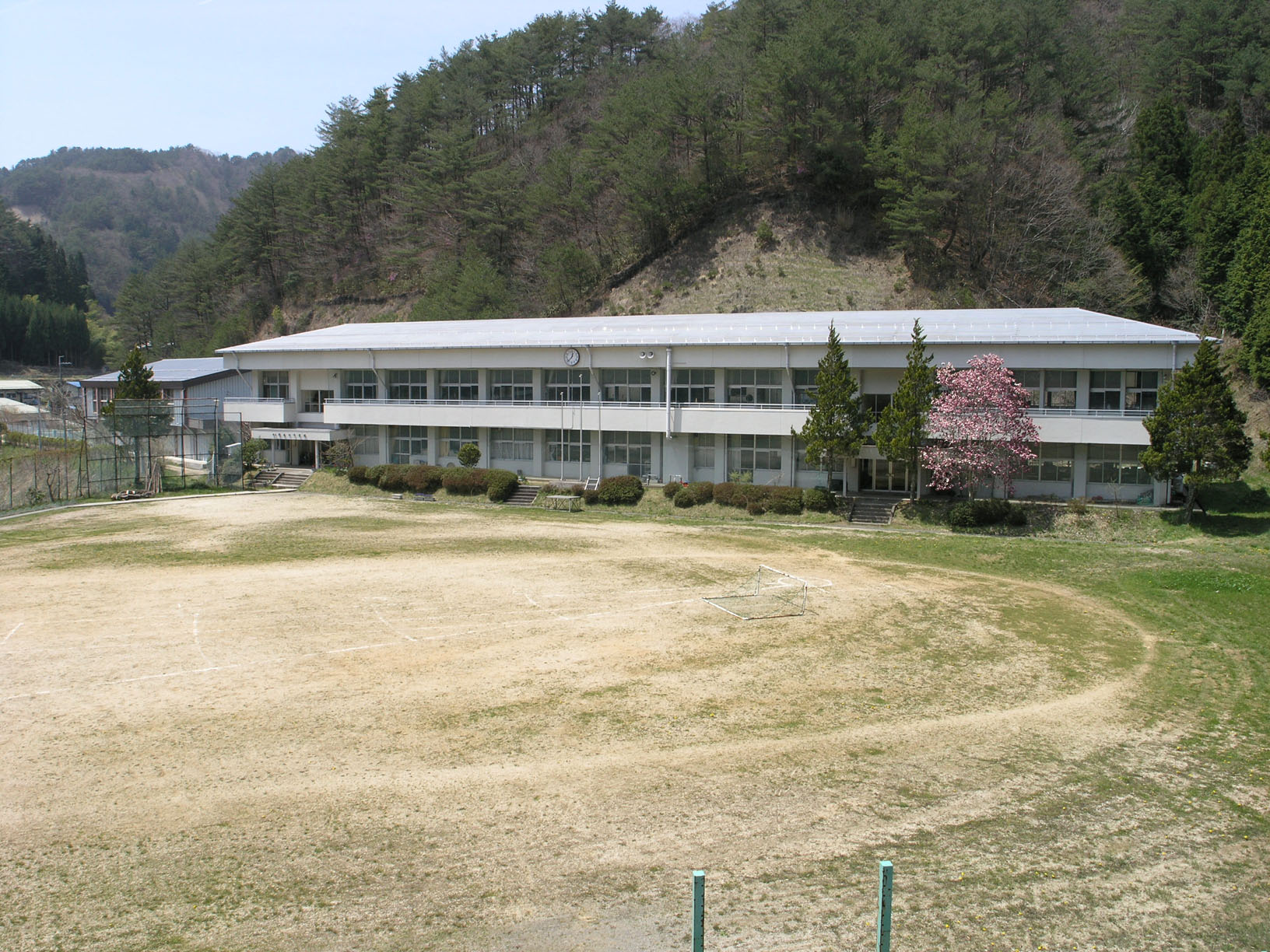
野迫川中学校旧校舎
（野迫川村北股38）

野迫川村立野迫川中学校（のせがわそんりつ のせがわちゅうがっこう）は、奈良県吉野郡野迫川村大字北股に存在した野迫川村唯一の公立中学校。

## 概要
- 生徒数、全体で8名。山間部に位置するため、村へのアクセスが困難なことからへき地等級2級。

## 沿革
- 2013年度から施設を野迫川小学校と統合[2]。
- 2021年（令和3年）3月 - 野迫川小学校との併設一貫校から義務教育学校野迫川小中学校への移行に伴い廃校[3]。

## 学区
- 野迫川村全域

## アクセス
- JR西日本和歌山線橋本駅から車で約60分